# Millie Davis
Millie Davis (* 6. Dezember 2006) ist eine kanadische Schauspielerin und Synchronsprecherin.  International bekannt wurde sie vor allem durch ihre Darstellung von Gemma Hendrix in der erfolgreichen, von BBC America in Kanada produzierten Fernsehserie Orphan Black.

## Leben
Millie Davis hatte ihr Spielfilmdebüt im Jahr 2011 in dem kanadischen Fernsehfilm Befriend and Betray. Danach spielte sie neben Andy Garcia, Forest Whitaker, Eva Longoria und Kim Coates im Thriller Die dunkle Wahrheit die Rolle der Saber Francis, Tochter von Forest Whitakers Figur Francisco Francis.
Im Jahr 2013 übernahm sie die Rolle der Hope im Kinofilm Urlaub mit Hindernissen, in dem sie unter anderem neben Monica Calhoun und Morris Chestnut zu sehen ist. Im selben Jahr wurde sie für die Fernsehserie Orphan Black engagiert. 2014 folgten Sprechrollen in der Animationsserie Doozers und in der US-amerikanischen Familienserie Annedroids als Android PAL. Weitere Auftritte übernahm sie in den Comedyserien Man Seeking Woman und Odd Squad – Junge Agenten retten die Welt. Zudem stand Davis unter anderem neben Julia Roberts, Jacob Tremblay, Mandy Patinkin sowie Owen Wilson für das Filmdrama Wunder vor der Kamera, das im Januar 2018 in den deutschen Kinos veröffentlicht wurde.

## Filmografie (Auswahl)

### Filme
- 2011: Befriend and Betray (Fernsehfilm)
- 2012: Die dunkle Wahrheit (The Truth)
- 2012: The Magic Hockey Skates (Stimme, Fernsehfilm)
- 2013: Urlaub mit Hindernissen (The Best Man Holiday)
- 2014: Apple Mortgage Cake (Fernsehfilm)
- 2016: Odd Squad: The Movie
- 2017: Robot Bullies (Kurzfilm)
- 2017: Wunder (Wonder)
- 2018: Odd Squad: World Turned Odd
- 2019: Good Boys

### Serien
- 2007: Super Why! (Stimme, 2 Episoden)
- 2012–2013: Doozers (Stimme, 51 Episoden)
- 2013–2017: Orphan Black  (16 Episoden)
- 2015–2017: Wishenpoof (Stimme, 14 Episoden)
- 2014–2017: Annedroids (Stimme, 52 Episoden)
- 2014–2018: Odd Squad – Junge Agenten retten die Welt (Odd Squad, 75 Episoden)
- 2015: Playdate (Stimme, 8 Episoden)
- 2015: Man Seeking Woman (Episode 1x09)
- 2016: Little People (Stimme, 25 Episoden)
- 2017: Dino Dana (2 Episoden)
- 2019: See – Reich der Blinden (See, Folge 1x02)
- 2024: The Umbrella Academy (6 Episoden)